# Palatul Hilt

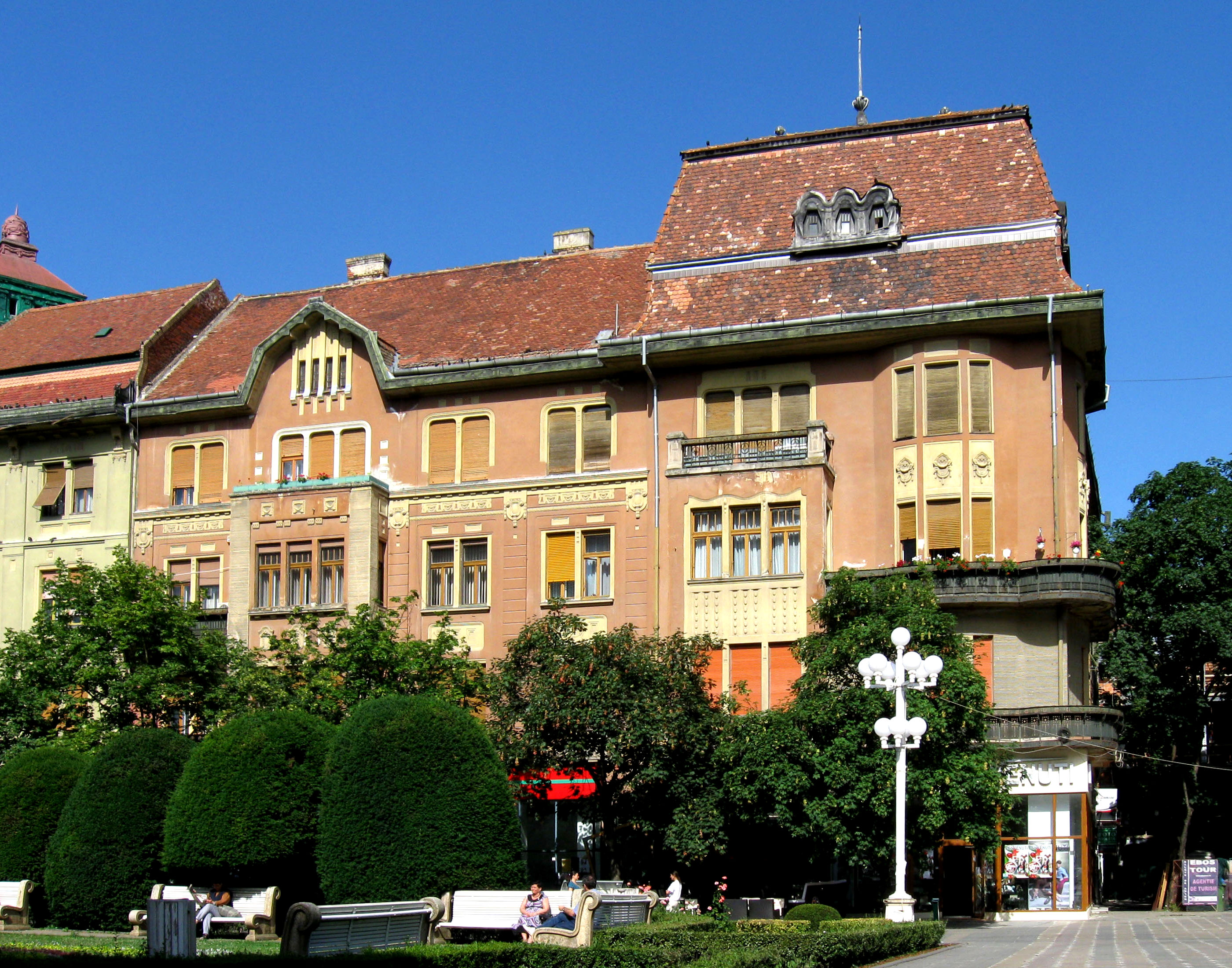
Palatul Hilt

László Székely este arhitectul care a proiectat si palatul Hilt-Vogel din Piata Victoriei. Cladirea a fost ridicata intre anii 1912-1913. Imobilul a fost proiectat lipit de o alta cladire-monument: Palatul Széchenyi, planuita si realizata de acelasi arhitect. In prezent, palatul are 17 apartamente, care sunt fie ocupate de familii de timisoreni, fie inchiriate. In momentul actual, Palatul Hilt este evaluat la 3 milioane de euro.

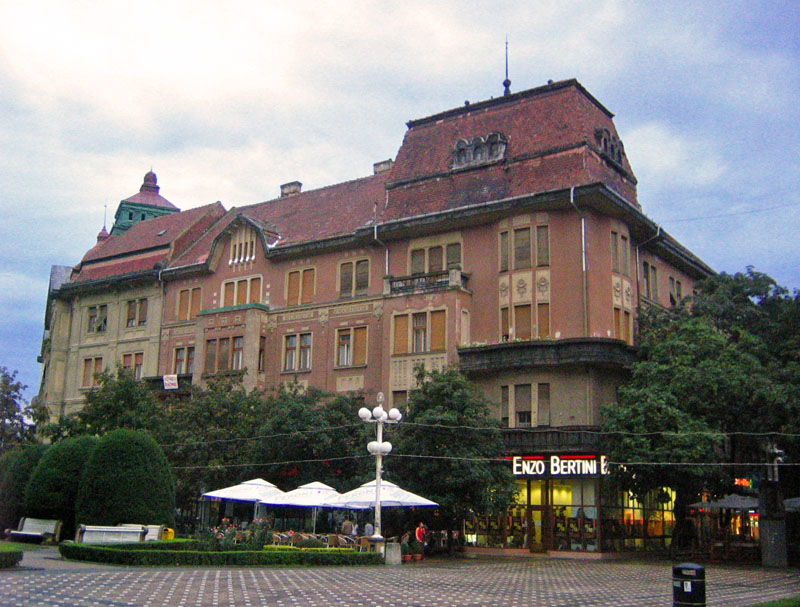
Palatul Hilt

Palatul Hilt sau Hilt & Vogel este o clădire istorică din Piața Victoriei din Timișoara.

## Istoric
A fost construită între 1912 - 1913 după planurile arhitectului László Székely. Lipit de clădire se ridică Palatul Széchenyi, proiectat de același arhitect.